# Francoulès
Francoulès település Franciaországban, Lot megyében. Lakosainak száma 262 fő (2022. január 1.). Francoulès Maxou, Mechmont, Nadillac, Ussel és Bellefont-La Rauze községekkel határos.

## Népesség
A település népességének változása:
| Lakosok száma | 223  | 155  | 183  | 211  | 224  | 226  | 220  | 240  | 250  | 262  |
|               | 1968 | 1982 | 1990 | 2006 | 2013 | 2015 | 2017 | 2019 | 2020 | 2022 |